# Metamfetamin
Methamfetamin (Methylamfetamin, amerikansk dagligtale crystal meth, meth, ice, Tina, crystal, glass, speed, crank) er et stimulerende sympatomimetikum dannet ved at påføre amfetaminmolekylet en methylgruppe, hvorved stoffet er blevet mere fedtopløseligt, så det får en 3-5 gange kraftigere virkning. Den psykiske virkning af stoffet er fuldstændig som amfetamins. Methamfetamin ligner almindelig amfetamin; molekylet er dog blevet substitueret med en methylgruppe på aminogruppen. Derved er stoffet blevet mere lipofilt, hvilket gør stoffet mere potent. 
Den typiske måde at indtage amfetamin på, er ved at sniffe stoffet op i næsen. Her passerer det let over næseslimhinden og ind i blodbanen. Efter få minutter vil amfetaminet været nået til hjernen, hvor det øger afgivelsen af transmitterstofferne dopamin og i mindre grad serotonin fra de synaptiske kløfter. Desuden vil amfetamin i store doser blokere genoptagelsen af dopamin og serotonin. Resultatet bliver en længerevarende stimulation af det postsynaptiske neuron. 

## Virkning
Den molekylære opbygning gør, at stoffet nemt passerer blod-hjerne-barrieren. Til forskel fra adrenalin forårsager metamfetamin ingen pludselig blodtryksstigning, men har en mildere, mere varig virkning, ofte mere end tolv timer. Konsumenten føler sig pludselig lysvågen, energien stiger, sanserne skærpes til det yderste, eufori indtræffer, og selvtilliden stiger. Fordi den intracellulære energiomsætning påvirkes, stresses nervecellerne ved høje doser. Det er som med en radio, der ikke slås af. Nervecellerne brænder ud og dør. Savner konsumenten kunstig stimulans, når virkningen aftager, er hormonlagrene tømt. Det kan tage flere uger at fylde dem igen. I mellemtiden er færre neurotransmittere i brug, og almindelige følger er nedtrykthed, slaphed og kognitive forstyrrelser. Metamfetamin i ren form har færre bivirkninger end crystal meth-produkter, der ofte fremstilles af amatører i ulovlige laboratorier, ofte ispædet giftige stoffer som benzin, frostvæske eller batterisyre.

## Historie

### Pervitin
Under OL i Berlin i 1936 lagde chefskemiker Fritz Hausschild ved Temmler-Werke i Berlin mærke til virkningen af et stof, kaldt Benzedrine, et lovligt amfetamin fra USA tilladt også som dopingmiddel. Hausschild tog udgangspunkt i japansk forskning, som allerede i 1887 havde syntetiseret et stærkt stimulerende molekyle, N-methylamfetamin, og i 1919 fremstillet det i ren krystalform. Under anden verdenskrig blev det indtaget af kamikazepiloter. Det opkvikkende middel blev fremstillet af efedrin, et naturstof, der udvider bronkierne, stimulerer hjertet og hæmmer appetitten. Efedrin findes i efedra-planten og er kendt fra folkemedicin i Europa, Amerika og Asien, brugt i såkaldt "indisk te" eller "mormoner-te". I efteråret 1937 kunne Hausschild præsentere en ny syntesemetode for metamfetamin. 31. oktober registrerede Temmler-Werke det første tyske methylamfetamin hos Rigspatentamt i Berlin. Dets effekt overgik langt det amerikanske benzedrin. Mærkenavnet var Pervitin. Hausschild blev i øvrigt en af de ledende idrætsfysiologer i DDR. Fra sit institut ved universitetet i Leipzig i 1950’erne bidrog han til DDRs dopingprogram og modtog i 1957 DDRs nationalpris.
De første måneder af 1938 begyndte markedsføringen af Pervitin med reklame på plakatsøjler, sporvogne og Berlins S-Bahn, det største reklameopdrag i Tyskland til da - med reklamen for Coca-Cola som forbillede. Berlins læger fik tilsendt gratis Pervitin-piller indeholdende 3 milligram virksomt stof og et frankeret svarkort, hvor man udbad sig lægens opfattelse af produktet. Det var dealerens gamle kneb: Den første dosis er gratis. Pervitin blev præsenteret som et universalmiddel, der modvirkede abstinens fra alkohol, kokain og opiater, og lovede "fornyet livsglæde". Pervitin reklamerede også med at helbrede frigiditet hos kvinder, og Hildebrand-praliner var konfekt med 14 milligram metamfetamin i hvert stykke, næsten det femdobbelte af en pille. Konfektæsken anbefalede 3-9 bidder om gangen, da stoffet - helt fejlagtigt - blev fremhævet som ufarligt, sammenlignet med koffein.
Pervitin var en billig måde at holde nattevagter og soldater vågne på, da en militær gennemsnitsdosis blev sat til fire piller i døgnet med kostpris kun 16 Pfennig, mens kaffe til at holde en person vågen en nat, beløb sig til 50 Pfennig. Men snart indløb alarmerende oplysninger. Universitetet i München havde indrettet egne hvilerum, hvor studenter kom til hægterne efter overdosis. Blandt dem, der tilstod metamfetaminbrug, var eksamensresultatet usædvanligt dårligt: "Man må antage, at normale personer ikke vil komme med sådan noget umuligt vrøvl."

### Benzedrine og Dexedrine
Benzedrine var svagere end Pervitin og havde derfor færre bivirkninger. Lægemiddelfirmaet Smith, Kline og French (SKF) lancerede det til brug mod bronkit; men i 1942 forsynede SKF piloterne i RAF med store mængder af stoffet. Den britiske A Guide to the Preservation of Life at Sea after Shipwreck (= Guide til overlevelse til havs efter forlis) fra 1943 foreslog Benzedrine til forliste søfolk for at modvirke udmattelse, få humøret op og forstærke viljen til overlevelse. Samme år udstyrede den britiske hærs forsyningstjeneste officererne med pakker på seks Benzedrine-piller for hver af deres soldater. Faldskærmjægere tog pillerne på D-dagen. 72 millioner piller blev i løbet af krigen sendt til Storbritannien, og noget nær det samme til den amerikanske hær. Man fik hits som Who Put the Benzedrine in Mrs Murphy's Ovaltine? af Harry "the Hipster" Gibson i 1944. 
I Vietnamkrigen anvendtes også pep-piller. Hærens standardinstruks lød på 20 mg dextroamfetamin for 48 timers vågenhed, men blev sjældent fulgt; amfetamindoser blev, ifølge en veteran, uddelt "som slik", uden hensyn til den anbefalede dose. I 1971 blev det afsløret, at hæren i årene 1966-69 havde brugt 225 millioner "pep-piller"; for det meste Dexedrine (dextroamfetamin), dobbelt så stærkt som Benzedrine.

## Bivirkninger
Der er en lang række bivirkninger ved indtagelse af stoffet:
- Ændret søvnmønster
- Spændinger i kæberne
- Tab af appetit
- Reduceret interesse i sex (efter nogen tid)
- Kløe
- Kvalme, opkast og diarré
- Hyperaktivitet
- Åndenød
- Humørsvingninger og irritabilitet
- Nervøsitet og angst
- Aggressivitet
- Panik og paranoia
- Ufrivillige bevægelser og tics
- Falsk følelse af at være uovervindelig
- Depression og selvmordstanker

### Langsigtede bivirkninger ved jævnlig brug
- Dødelige nyre- og lungesygdomme
- Mulighed for hjerneskader
- Permanente psykiske problemer
- Reduceret immunforsvar
- Leverskader
- Hjerteanfald
- Kraftig kløe
- Mundtørhed